# E13号線
E13号線 (E13ごうせん、英: European route E13) はイギリス南部を南北に走っている欧州自動車道路のAクラス幹線道路。
大部分でM1モーターウェイと重複している。

## 経路

### 経過する主要都市
- イギリス
  - シェフィールド - ノッティンガム - レスター - ノーザンプトン